# Halowe Mistrzostwa Europy w Lekkoatletyce 2023 – bieg na 3000 m kobiet
Bieg na 3000 metrów kobiet – jedna z konkurencji biegowych rozgrywanych podczas halowych lekkoatletycznych mistrzostw Europy w hali Ataköy Arena w Stambule.
Tytułu mistrzowskiego z 2021 nie broniła Amy-Eloise Markovc.

## Terminarz
| Data    | Godzina |            |
| ------- | ------- | ---------- |
| 2 marca | 20:30   | Eliminacje |
| 3 marca | 20:18   | Finał      |

## Rekordy
Tabela prezentuje halowy rekord świata, rekord Europy w hali, rekord halowych mistrzostw Europy, a także najlepsze osiągnięcia w hali na świecie i w Europie w sezonie 2023 przed rozpoczęciem mistrzostw.
|                                               | Zawodniczka             | Wynik   | Miejsce    | Data                |
| --------------------------------------------- | ----------------------- | ------- | ---------- | ------------------- |
| Rekord świata                                 | Genzebe Dibaba          | 8:16,60 | Sztokholm  | 6 lutego 2014(dts)  |
| Rekord Europy                                 | Laura Muir              | 8:26,41 | Karlsruhe  | 4 lutego 2017(dts)  |
| Rekord mistrzostw Europy                      | Laura Muir              | 8:30,61 | Glasgow    | 1 marca 2019(dts)   |
| Najlepszy wynik na świecie w 2023 roku (hala) | Gudaf Tsegay            | 8:16,69 | Birmingham | 25 lutego 2023(dts) |
| Najlepszy wynik w Europie w 2023 roku (hala)  | Konstanze Klosterhalfen | 8:34,69 | Dortmund   | 18 lutego 2023(dts) |

## Wyniki

### Eliminacje
Awans: 6 najlepszych z każdego biegu (Q) oraz 3 z najlepszymi czasami wśród przegranych (q).
| Poz. | Bieg | Zawodniczka             | Reprezentacja   | Czas    | Uwagi |
| ---- | ---- | ----------------------- | --------------- | ------- | ----- |
| 1.   | 1    | Konstanze Klosterhalfen | Niemcy          | 8:53,50 | Q     |
| 2.   | 1    | Camilla Richardsson     | Finlandia       | 8:53,60 | Q,    |
| 3.   | 1    | Hannah Nuttall          | Wielka Brytania | 8:53,72 | Q     |
| 4.   | 1    | Ludovica Cavalli        | Włochy          | 8:54,40 | Q     |
| 5.   | 1    | Maruša Mišmaš           | Słowenia        | 8:56,71 | Q     |
| 6.   | 1    | Marta Pérez             | Hiszpania       | 8:56,82 | Q     |
| 7.   | 2    | Hanna Klein             | Niemcy          | 8:59,28 | Q     |
| 8.   | 2    | Nadia Battocletti       | Włochy          | 8:59,65 | Q     |
| 9.   | 2    | Maureen Koster          | Holandia        | 9:00,33 | Q     |
| 10.  | 2    | Melissa Courtney-Bryant | Wielka Brytania | 9:00,40 | Q     |
| 11.  | 2    | Agate Caune             | Łotwa           | 9:01,33 | Q     |
| 12.  | 2    | Yasemin Can             | Turcja          | 9:01,34 | Q,    |
| 13.  | 1    | Emine Hatun Mechaal     | Turcja          | 9:03,03 | q,    |
| 14.  | 2    | Marta García            | Hiszpania       | 9:06,14 | q     |
| 15.  | 1    | Mariana Machado         | Portugalia      | 9:07,78 | q     |
| 16.  | 2    | Leila Hadji             | Francja         | 9:12,53 |       |
| 17.  | 1    | Nanna Bové              | Dania           | 9:13,65 |       |
| 18.  | 2    | Micol Majori            | Włochy          | 9:16,40 | SB    |
| 19.  | 2    | Lilla Böhm              | Węgry           | 9:18,93 | PB    |
| 20.  | 2    | Anastasia Marinaku      | Grecja          | 9:22,35 |       |
| 21.  | 1    | Ine Bakken              | Norwegia        | 9:25,12 | PB    |
| 22.  | 2    | Gresa Bakraçi           | Kosowo          | 9:36,96 | NR    |
| 23 ! | 1    | Sara Christiansson      | Szwecja         | DNF     |       |

### Finał
| Poz. | Zawodniczka             | Reprezentacja   | Czas    | Uwagi |
| ---- | ----------------------- | --------------- | ------- | ----- |
| 01 ! | Hanna Klein             | Niemcy          | 8:35,87 |       |
| 02 ! | Konstanze Klosterhalfen | Niemcy          | 8:36,50 |       |
| 03 ! | Melissa Courtney-Bryant | Wielka Brytania | 8:41,19 |       |
| 4.   | Nadia Battocletti       | Włochy          | 8:44,96 | SB    |
| 5.   | Hannah Nuttall          | Wielka Brytania | 8:46,30 | PB    |
| 6.   | Maureen Koster          | Holandia        | 8:47,17 | SB    |
| 7.   | Marta Pérez             | Hiszpania       | 8:49,19 |       |
| 8.   | Maruša Mišmaš           | Słowenia        | 8:49,98 |       |
| 9.   | Ludovica Cavalli        | Włochy          | 8:53,97 |       |
| 10.  | Marta García            | Hiszpania       | 8:54,92 |       |
| 11.  | Agate Caune             | Łotwa           | 8:56,88 | EU20L |
| 12.  | Camilla Richardsson     | Finlandia       | 8:57,13 |       |
| 13.  | Emine Hatun Mechaal     | Turcja          | 9:22,12 |       |
| 14 ! | Yasemin Can             | Turcja          | DNF     |       |
| 15 ! | Mariana Machado         | Portugalia      | DNF     |       |